# Marcel Gobillot

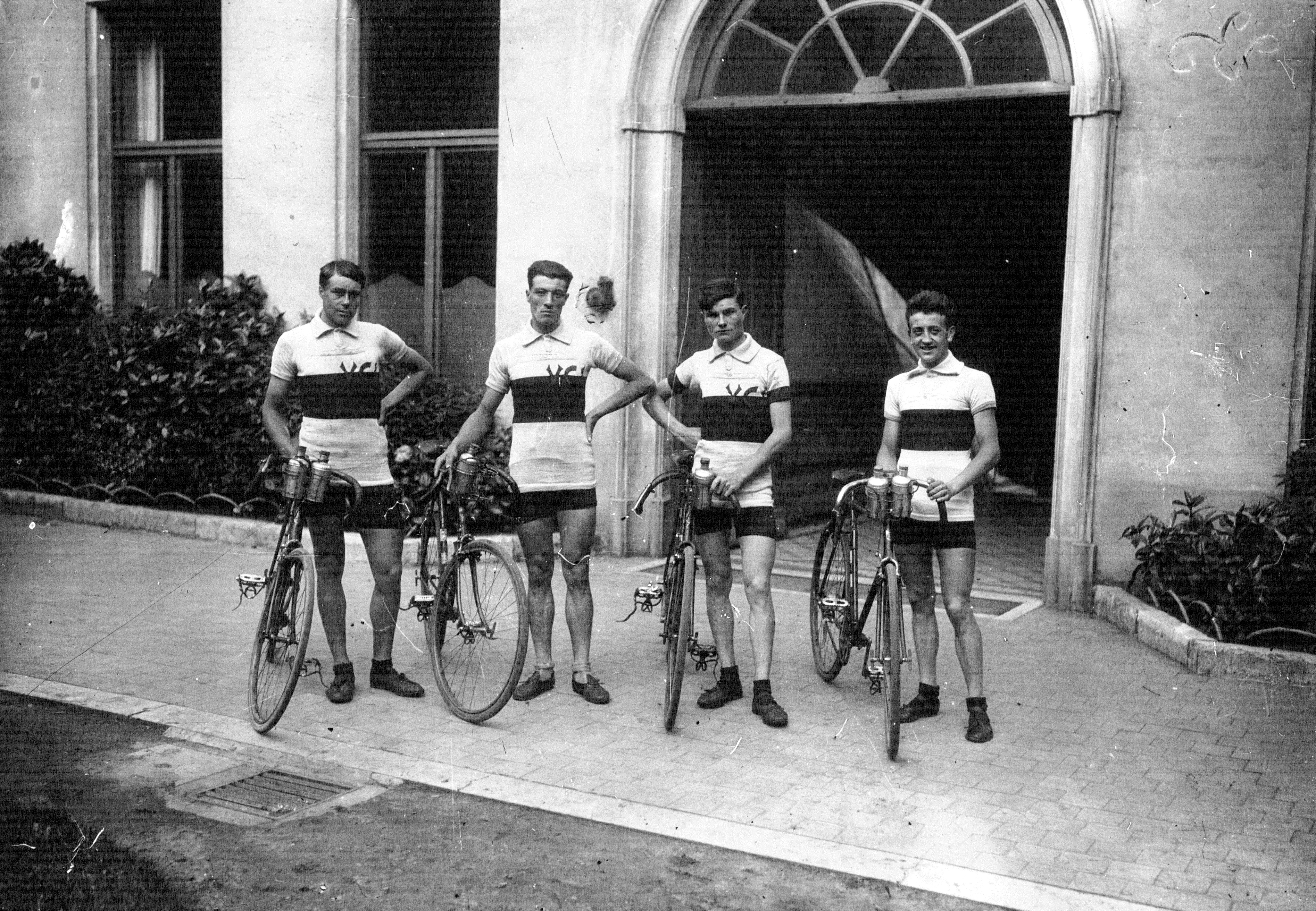
Jocs Olímcpics d'Anvers. Equip francès després de guanyar la Contrarellotge per equips. D'esquerra a dreta Canteloube, Detreille, Souchard i Gobillot

Marcel Gobillot (París, 3 de gener de 1900 - París, 12 de gener de 1981) va ser un ciclista francès que fou professional entre 1922 i 1931.
Abans de passar al professionalisme va prendre part en els Jocs Olímpics d'Anvers de 1920, en què guanyà una medalla d'or en la contrarellotge per equips, formant equip amb Achille Souchard, Fernand Canteloube i Georges Detreille. També va córrer la contrarellotge individual, que acabà en catorzena posició.

## Palmarès
- 1920
  -  Medalla d'or als Jocs Olímpics en la CRE
- 1924
  - 1r al Circuit d'Alençon